# 삼봉로 (영주시)
삼봉로(Sambong-ro)는 경상북도 영주시 가흥동 나무고개 교차로와 상망동 상망 교차로를 잇는 경상북도의 도로이다. 전 구간 국도 제36호선에 속하며, 건설 당시 '영주시관내 국도대체우회도로, 가흥 ~ 상망간 도로'로 불렸다. '삼봉로'라는 명칭은 선비의 나라 조선을 설계한 영주의 큰 인물 삼봉 정도전 선생의 호에서 따온 것이다.

## 연혁
- 2010년 5월 4일 : 영주시 가흥동 ~ 상망동 6.05km 구간을 자동차 전용도로로 지정[1]
- 2018년 9월 21일 : 영주시관내 국도대체우회도로 (가흥 ~ 상망간 도로, 영주시 가흥동 ~ 상망동) 6.6km 구간 확장 개통[2], 기존 시내 통과 5.7km 구간 폐지[3]
- 2019년 8월 20일 : 삼봉로로 명명

## 주요 경유지
경상북도
- 영주시 (가흥동 · 상망동)

## 노선
전 구간 국도 제36호선에 속하므로 이에 대한 별도 표기는 생략한다.
- (■): 자동차 전용도로 구간

| 이름                  | 접속 노선                       | 소재지          | 소재지          | 비고                          |
| 경북대로와 직결       | 경북대로와 직결                 | 경북대로와 직결 | 경북대로와 직결 | 경북대로와 직결               |
| --------------------- | ------------------------------- | --------------- | --------------- | ----------------------------- |
| 나무고개 교차로       | 국도 제36호선 (경북대로) 신재로 | 영주시          | 가흥동          |                               |
| 서천대교              |                                 | 영주시          | 가흥동          |                               |
| 고현 교차로 (귀내1교) | 회헌로                          | 영주시          | 가흥동          |                               |
| 귀내2교               |                                 | 영주시          | 가흥동          |                               |
| 가흥터널              |                                 | 영주시          | 가흥동          | 상행 연장 525m 하행 연장 500m |
| 가흥터널              | 상망동                          | 영주시          |                 | 상행 연장 525m 하행 연장 500m |
| 영광 교차로           | 지방도 제935호선 (의상로)       | 영주시          |                 |                               |
| 영광교 상망교         |                                 | 영주시          |                 |                               |
| 상망 교차로           | 국도 제36호선 (파인토피아로)    | 영주시          |                 |                               |

## 주의 사항
- 이 도로는 자동차전용도로로 지정되어 있어 자전거, 보행자는 통행할 수 없다. 이륜자동차(모터사이클 혹은 오토바이)는 긴급자동차(싸이카 및 소방용 모터사이클 등)에 한해 통행이 가능하며, 그 밖의 이륜자동차는 통행할 수 없다. 대체 도로로는 신재로, 구성로, 광복로, 원당로, 파인토피아로 등이 있다.